# Михаїл VIII
Михаїл VIII Палеолог (грец. Μιχαὴλ Η' Δούκας Κομνηνός Παλαιολόγος, 1224/1225 Мала Азія  — 11 грудня 1282, Фракія) — імператор Візантійської імперії з 1259 по 1282 рік. Після того як його командувач військ Олексій Стратегопул несподівано напав і захопив Константинополь було знищено Латинську імперію і відновлено Візантію.

## Походження
Михайло VIII походив з багатого і знатного роду Палеологів. Його дід, Олексій Палеолог, одружившись з дочкою імператора Олексія III Ангела, отримав титул деспота. Батько Михайла — Андронік Палеолог був великим доместіком при Івані III. У 1256 спадкоємець Івана III — Феодор II Ласкаріс віддав наказ схопити Михайла і той втік до конійського султана. Султан, який намагався стримати наступ монголів, дав Михайлу у командування полк, складений з полонених ромеїв (греків). Ромейський полк добре проявив себе в битві з монголами, але загальний результат битви був невдалий для турків. Тим часом імператор Феодор надіслав Михайлу лист із запевненнями в своїй милості і запрошенням повернутися.

## Правління
Михайло VIII Палеолог почав свій шлях до трону як великий дука і регент за спадкоємця нікейського імператора Феодора II Ласкаріса — малолітнього Івана IV, якого він засліпив 25 грудня 1261 року, вже після захоплення Константинополя, щоб зробити неможливим вступ Івана IV на престол. Внутрішня політика Михайла була реакцією на політику Ласкаридів. Ставленик великої земельної аристократії, він зробив пронії спадковими, тим самим різко послабивши централізаторські функції імперії.
Прагнучи знайти союзників у боротьбі проти Латинської імперії, Михайло уклав у 1261 році з правителем  Генезької республіки Гульєльмо Боканегра Німфейський договір. Не принісши ніяких практичних результатів, договір мав для країни масу негативних наслідків. 25 липня 1261 року грецький полководець Алексій Стратегопулос без всякої допомоги з боку генуезців увійшов до Константинополя. 15 серпня Михайло вступив у столицю і був повторно проголошений імператором у Соборі святої Софії.
Осліплення за його наказом Іоанна IV викликало конфлікт Михайла з призначеним ним же Патріархом Арсенієм (грец. Αρσένιος Αυτωρειανός), який у 1262 році відлучив імператора від церкви; згодом був прийнятий назад до церковного спілкування за принесення покаяння.
Правління Михайла спричинило суттєві зміни в геополітичній ситуації в Східному Середземномор'ї. Намагаючись послабити здобуту Генуєю за Німфейським договором перевагу, Михайло був змушений повернути ряд привілеїв Венеції. Головним його супротивником на Заході став Карл I Анжуйський, під владу якого перейшли Сицилійське королівство і південна Італія. Дипломатична майстерність Михайла увінчалося підписанням Ліонської унії у 1274 році разом з папою Григорієм X, який після підписання договору заборонив Карлу нападати на Візантію.

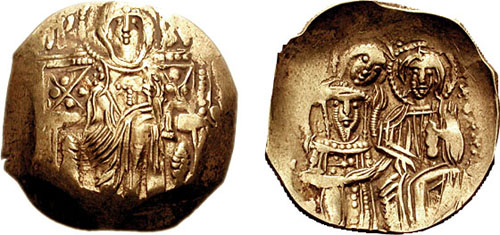
Гіперпірон Михайла VIII.

Наприкінці свого правління Михайло VIII Палеолог приділяє багато уваги стосункам із Трапезундською імперією. Він вимагає від Івана ІІ — імператора Трапезундської імперії, приєднання до Візантії та складання титулу імператора ромеїв, розглядаючи цю область як частину Візантії. Спочатку Іван II не погоджувався на переговори, проте у 1282 році він одружився з третьою дочкою Михайла — Євдокією Палеолог. Після весілля Іван II складає з себе титул царя ромеїв.
Після смерті Михайла VIII Палеолога 11 грудня 1282 наступником стає його син Андронік II Палеолог.